# Evangelische Erwachsenen- und Familienbildung in Württemberg
Die Evangelische Erwachsenen- und Familienbildung in Württemberg (EAEW) mit ihrer Landesstelle in Stuttgart ist der Zusammenschluss der evangelischen Erwachsenen-, Familien- und Seniorenbildung in der württembergischen Landeskirche und steht für lebensbegleitende Bildung. In der EAEW arbeiten die Landesarbeitsgemeinschaften der 20 (Kreis-)Bildungswerke, der 27 Familienbildungsstätten und der Evangelischen Senioren in Württemberg zusammen.

## Geschichte
1962 wurde die EAEW als „Evangelische Arbeitsgemeinschaft für Erwachsenenbildung in Württemberg“ gegründet.

## Landesarbeitsgemeinschaften
Zur EAEW gehören folgende drei Landesarbeitsgemeinschaften:

### Landesarbeitsgemeinschaft evangelischer Bildungswerke in Württemberg
Die 20 (Kreis-)Bildungswerke in der Landeskirche stellen die regionale Organisation der Erwachsenen- und Familienbildung als Teil der öffentlichen Weiterbildung dar. Sie umfassen in der Regel jeweils die Kirchenbezirke, die im gleichen Landkreis liegen.

### Evangelischen Landesarbeitsgemeinschaft der Familien-Bildungsstätten in Württemberg
Sie unterstützt die Arbeit der 27 Familienbildungsstätten in Württemberg. Ihre Kurse und Angebote beschäftigen sich mit der Gestaltung des Alltags von Familien.

### Landesarbeitsgemeinschaft Evangelische Senioren in Württemberg
Sie fördert die Seniorenarbeit in der Landeskirche und versteht sich als das Kompetenznetzwerk für Altersfragen innerhalb der Evangelischen Landeskirche in Württemberg. Sie ist mit dem Fachbereich Bildung/Fortbildung in der EAEW verankert und mit dem Fachbereich Altenpolitik/Altenhilfe im Diakonischen Werk Württemberg (DWW).

## Aufgaben
Die EAEW begleitet Menschen in unterschiedlichen Lebenssituationen und fördert die Kompetenzen von Frauen und Männern im Alltag, im Beruf und im Zusammenleben der Generationen sowie das Ehrenamt. Die EAEW ist im Auftrag der Evangelischen Landeskirche tätig und als Trägerin der Weiterbildung staatlich anerkannt. Ihre Mitgliedseinrichtungen erhalten staatliche Zuschüsse nach dem Landesgesetz zur Förderung der Weiterbildung und des Bibliothekswesens (Weiterbildungsgesetz) sowie die Unterstützung durch die Dienstleistungen der Landesstelle der EAEW.
Die EAEW-Landesstelle bietet auf Landeskirchenebene Studientage, Fort- und Weiterbildungen u. a. zu pädagogischen und theologischen Themen an für Haupt- und Ehrenamtliche in der gemeindlichen Erwachsenen- und in der Seniorenbildung, für Kirchengemeinderäte sowie für Hauptamtliche in der Familienbildung. Außerdem stellt sie erprobte Konzepte für die Arbeit mit Familien und zur Unterstützung familialer Lebenswelten in der Gemeinde bereit und regt neue Formen der Arbeit mit Älteren an. 
Daneben unterstützt die Landesstelle die Qualitätsentwicklung in den Einrichtungen, hält den Kontakt zu Ministerien und Kirchenleitung, leitet die Zuschüsse des Landes zur Förderung der Weiterbildung weiter, pflegt den Austausch mit kirchlichen und nichtkirchlichen Landesorganisationen, Verbänden und Einrichtungen der Erwachsenen- und Weiterbildung und fördert dadurch Profil, Professionalität und Präsenz der Mitgliedseinrichtungen wie des gesamten Handlungsfelds der Weiterbildung.
Die Mitgliedseinrichtungen der EAEW greifen vor Ort Themen aus allen Lebensbereichen auf, die Menschen bewegen, insbesondere in den Bereichen Pädagogik, Theologie, Gesundheit und bieten neben Vorträgen und Seminaren Orte der Begegnung und der Ehrenamtsförderung an.

## Strukturen
Die Leitung der Geschäftsstelle ist eine Sonderpfarrstelle. Diese Pfarrstelle führt auch zu 50 % die Geschäfte der LageB. Die Geschäftsführungen von LEF und LAGES sind mit hauptamtlichem Fachpersonal besetzt. Eine Referentenstelle für Fortbildungen der EAEW sowie eine pädagogische Referentenstelle in Teilzeit der LEF komplettieren das Fachpersonal. An der Geschäftsstelle sind zudem 2 Teilzeitverwaltungskräfte beschäftigt.
Auf Verbandsebene ist die Evangelische Erwachsenen- und Familienbildung in Württemberg (EAEW) ist von unten nach oben aufgebaut: Die selbstständigen Einrichtungen werden durch die hauptamtliche Pädagogische Leitung bzw. Geschäftsführung einerseits, den ehrenamtlichen Vorstand andererseits geleitet. Die Landesarbeitsgemeinschaften wählen gemäß ihrer jeweiligen Satzungen auf Mitglieder- bzw. Delegiertenversammlungen die Mitglieder des Vorstands. Die Vorstände der Landesarbeitsgemeinschaften entsenden gemäß der Ordnung der EAEW Vertreter in den EAEW-Vorstand. Der EAEW-Vorstand wirkt mit den Hauptamtlichen der EAEW-Landesstelle, insbesondere mit deren Leitung, sowie mit dem für diesen Arbeitsbereich verantwortlichen Mitglied der Kirchenleitung zusammen mit dem Ziel, die „evangelische Erwachsenen- und Familienbildung im Bereich der Württembergischen Landeskirche inhaltlich, methodisch und organisatorisch zu fördern und ihre bildungspolitischen Belange gegenüber Staat, Öffentlichkeit und anderen Trägern der Erwachsenenbildung, aber auch in der Landeskirche zu vertreten“ (Ordnung der EAEW § 2 (1)).

## Finanzierung
Die Evangelische Landeskirche in Württemberg ist Trägerin der EAEW und finanziert die EAEW-Geschäftsstelle mit ihrem Personal.

## Mitgliedschaften
Die EAEW ist Mitglied in verschiedenen Verbänden: Kirchliche Landesarbeitsgemeinschaft für Erwachsenenbildung in Württemberg (KiLAG) und Deutsche Evangelische Arbeitsgemeinschaft für Erwachsenenbildung e. V. (DEAE). Ihre Landesarbeitsgemeinschaften sind darüber hinaus in weiteren EKD-Fachverbänden der Seniorenarbeit oder der Familienbildung und Familienpolitik.

## Publikationen (Auswahl)
- Reformationen. Hintergründe - Motive - Wirkungen, Bielefeld 2014
- Eintauchen ins Leben. Ein Taufkurs für Erwachsene in fünf Schritten, Bielefeld 2012
- 10 Jahre Tage der Evangelischen Erwachsenen- und Familienbildung in Württemberg, Stuttgart 2006